# Zanesville (Indiana)
Zanesville è un comune degli Stati Uniti d'America, situato nello Stato dell'Indiana, diviso tra la contea di Wells e la contea di Allen.